# Malapascua

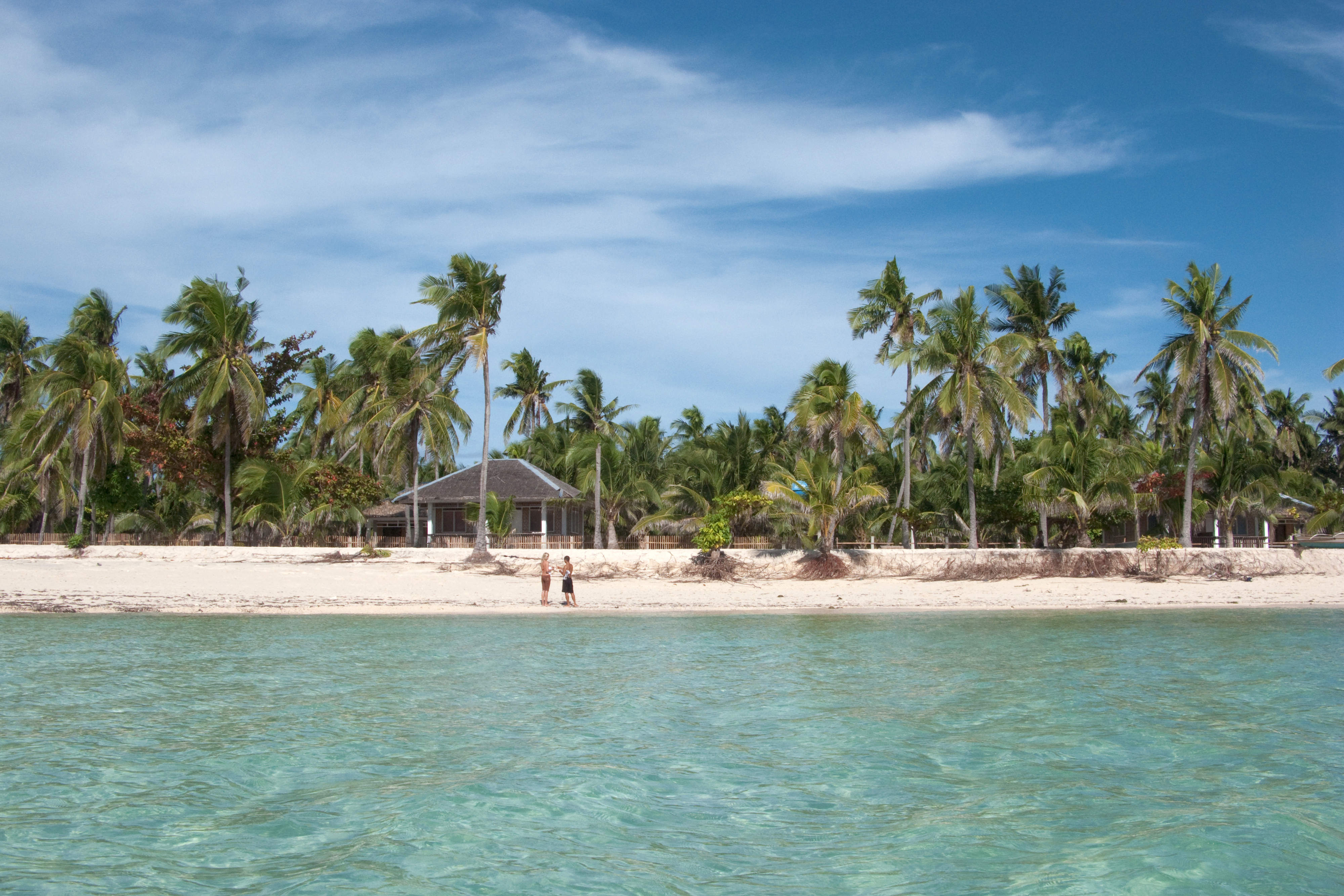
Malapascua

Malapascua är en liten ö i Filippinerna med omkring 3 000 invånare. Den  ligger norr om Cebu och tillhör provinsen med samma namn.  
Malapascua upptäcktes av  spanjorerna under en storm på juldagen och sägs att ha fått sitt namn från uttrycket mala sa pasko, som betyder olycklig jul på det lokala språket.
Ön, som är tre kilometer lång och en kilometer bred, är känd för sina fina vita sandstränder och dykmöjligheterna vid de kringliggande korallreven.
Malapasqua är en av de få platserna i världen där man dagligen kan se rävhajar. Mycket av turismen kretsar kring dykning vid reven för att komma nära hajarna. Samtidigt som det är en viktig inkomstkälla på ön så måste dykturismen begränsas för att värna om revens framtida existens vilket är oerhört viktigt för havets ekosystem som helhet.
Barn och ungdomar på ön utbildas om revens nyckelroll så att de har möjlighet att i egenskap som framtida förvaltare anpassa turismens omfattning så att en balans mellan öns inkomster och miljöpåverkan erhålls.